# 川島蓮
川島 蓮（かわしま れん、1994年10月20日 - ）は、日本のプロバスケットボール選手。福島県出身。ポジションはシューティングガード。
B3リーグ・東京ユナイテッドバスケットボールクラブ所属。

## 来歴
福島県立若松商業高校3年生時、ウインターカップへの初出場を果たした。
白鷗大学男子バスケットボール部では、4年生(2016年)のインカレにて創部以来最高(当時)の3位に入り、川島個人は優秀選手賞を獲得した。なお、同部の同じ学年に川邉亮平・小倉渓がいる。
2017年より、福島県内の中学校に教員として勤務。並行して社会人バスケでプレーし、2017年から2019年は福島教員A、2019年から2022年は福島Sirius Blacksで活動した。2019年の第1回全日本社会人バスケットボール選手権大会(日本社会人連盟主催)で福島教員Aは優勝し、国体へも福島県代表として出場した。

### プロ入り後
2022年6月、B3に新規参入する東京ユナイテッドバスケットボールクラブが行ったトライアウトを経て、7月に同クラブと選手契約。
2023-24シーズンでは、クラブのキャプテンに就任。このシーズンでは、レギュラーシーズン全50試合及びプレーオフの全試合出場を果たした。翌2024-25シーズンもキャプテンとしてチームをけん引し、リーグ2位のスティール数を記録、このシーズンの年間ベスト5に選出された。

## 人物
「死ぬこと以外はかすり傷」をモットーに掲げる。

## 個人成績
| シーズン   | チーム | GP | GS | MPG   | FG%   | 3P%   | FT%   | RPG | APG | SPG | BPG | TO  | PPG |
| ---------- | ------ | -- | -- | ----- | ----- | ----- | ----- | --- | --- | --- | --- | --- | --- |
| B3 2022-23 | 東京U  | 50 | 12 | 20:07 | 36.5% | 29.5% | 92.6% | 2.1 | 0.8 | 1.2 | 0.1 | 0.6 | 6.8 |
| B3 2023-24 | 東京U  | 50 | 45 | 24:35 | 38.2% | 32.0% | 73.7% | 2.9 | 1.6 | 1.5 | 0.1 | 0.9 | 8.4 |
| B3 2024-25 | 東京U  | 50 | 35 | 22:03 | 40.2% | 25.3% | 67.3% | 2.8 | 2.2 | 2.4 | 0.3 | 0.8 | 9.6 |